# Edmund Węcławski
Edmund Węcławski (ur. 12 listopada 1892 w Poznaniu, zm. 9 sierpnia 1965 tamże) – polski projektant mebli artystycznych, kierownik artystyczny przedsiębiorstwa meblarskiego Józefa Sroczyńskiego. Uczestnik powstania wielkopolskiego.

## Życie i twórczość
Urodzony w rodzinie mistrza stolarskiego. Odbywał praktykę kreślarską w przedsiębiorstwie Józef Sroczyński – Nadworna Fabryka Mebli w Poznaniu, założonym w 1906. Studiował na Akademii Przemysłu Artystycznego w Berlinie, m.in. pod kierunkiem Petera Behrensa. Odbył praktyki w Dreźnie i Lipsku. Redaktor Przeglądu Stolarskiego – poznańskiego dwutygodnika dizajnerskiego (1927–1932). W 1939 otworzył fabrykę mebli na Świętym Rochu. Zakład znacjonalizowano w 1949. W latach 1950–1955 projektował dla Zjednoczenia Przemysłu Meblarskiego, a następnie dla Centralnego Zarządu Przemysłu Meblarskiego. Od 1956 do 1958 pracował dla Cepelii (meble). W 1964 stworzył projekt wnętrz dla Muzeum Rzemiosł Artystycznych (inspiratorem był prof. Zdzisław Kępiński).
W czasie gdy Węcławski pozostawał kierownikiem artystycznym przedsiębiorstwa Józefa Sroczyńskiego (od 1922), wytworzył własny styl, a przedsiębiorstwo zdobyło m.in. Grand Prix Międzynarodowej Wystawy Sztuki Dekoracyjnej w Paryżu w 1925 i złoty medal na Powszechnej Wystawie Krajowej w Poznaniu w 1929.
Artysta tworzył w nurcie silnie dekoracyjnym i ornamentalnym, nawiązując do wzornictwa inspirowanego folklorem i unikając stylistyki modernizmu. Dopiero w końcówce życia zaprojektował meble modernistyczne dla Ośrodka Badawczo-Rozwojowego Meblarstwa.

## Realizacje przedsiębiorstwa Sroczyńskiego pod kierownictwem artystycznym Węcławskiego
Niektóre z ważniejszych realizacji:
- wnętrza Hotelu Bazar, 1922–1924,
- wyposażenie i meble do pałaców w Gułtowach, Smolicach, Rogaczewie, Miłosławiu oraz Czerniejewie, 1926–1929,
- wnętrza Pałacu Pracy w Genewie, 1927,
- wyposażenie salonki prezydenta RP, 1928,
- wyposażenie polskich placówek dyplomatycznych – Ankara, Belgrad, Bukareszt, Kopenhaga, Meksyk, Praga, Sztokholm, Sofia, lata 30. XX w.,
- wyposażenie banków w Warszawie – PKO i BGK, 1932–1935,
- wyposażenie Hotelu Bristol w Warszawie, 1934–1935,
- meble dla Uniwersytetu Poznańskiego i Uniwersytetu Jana Kazimierza we Lwowie, 1934,
- wyposażenie hotelu Patria w Krynicy, na zlecenie właściciela – Jana Kiepury, 1935,
- wnętrza domu rekolekcyjnego w Zamku Bierzgłowskim – zlecenie bpa Stanisława Okoniewskiego, od 1935,
- wyposażenie wnętrz uzdrowiska w Morsztynie, 1936–1937,
- wnętrza hotelu zdrojowego w Krynicy, 1938,
- wnętrza Domu Turysty w Ożirniaku k. Worochty, 1938.

## Ordery i odznaczenia
- Srebrny Krzyż Zasługi (11 listopada 1936)[1]